# 河湄公螺
河湄公螺（學名：Mekongia rivularia）为田螺科湄公螺屬下的一个种。本物種是否存在成疑，很可能其實是双龙骨河螺（Rivularia bicarinata）。

## 外部連結
- 維基物種上的相關：河湄公螺